# Itchy & Scratchy: The Movie
«Itchy & Scratchy: The Movie» (с англ. — «Щекотка и Царапка: Фильм») — шестой эпизод четвёртого сезона мультсериала «Симпсоны», показанный 3 ноября 1992 года.

## Сюжет
Мардж и Гомер идут на родительское собрание в Спрингфилдскую Начальную школу, Эдна Крабаппл говорит им, что Барт нуждается в дисциплине, говоря, что если Барт получит более строгую дисциплину, он может стать Председателем Верховного Суда, в противном случае он станет стриптизером. Мардж и Гомер возвращаются домой, где Барт случайно сломал зубной протез деда. Барта отправляют в его комнату без ужина, но в конечном счёте Гомер «ломается» и приносит ему пиццу, пообещав ему вести себя хорошо. Мардж ругает Гомера за проблему с дисциплиной у Барта, и тот соглашается, что в следующий раз он накажет его. В конце концов, Гомер клянется сделать следующее наказание неизменным.
Тем временем объявляется премьера полнометражного фильма о Щекотке и Царапке. Барт покупает себе билет на этот фильм. Гомер попросил Барта присмотреть за Мэгги, но он пренебрегает этой просьбой, в то время, когда она поехала на отцовской машине и пробила дыру в стене Спрингфилдской тюрьмы, освободив оттуда нескольких заключенных. В результате происшествия Гомер сердито обвиняет Барта в этом проступке и наказывает его, запретив ему насовсем смотреть фильм о Щекотке и Царапке, и разрывает его билет. Барт просит Гомера выпороть его, но тот отказывается. После выхода фильма на экраны Барт становится депрессивным и подавленным из-за того, что не может смотреть фильм, поскольку все вокруг него восторженно отзываются о нем с благодарностью Гомеру. Барт пробует сам сочинять приключения о Щекотке и Царапке, но из-за отсутствия привычки напрягать воображение у него ничего не получается. Спустя 2 месяца Мардж и Лиза просят Гомера дать возможность сходить Барту на фильм, потому что Барт впал в состояние "черной меланхолии как у Теннесси Уильямса", но Гомер не знает, кто такой Теннесси Уильямс. Мардж заверяет Гомеру, что наказание Барта заставило усвоить его урок, но Гомер все же отказывается отменять наказание, решив, что Барту все-таки лучше стать в будущем Председателем Верховного Суда. Барт пытается тайком посмотреть фильм, заплатив за билет, но кассир сказал ему, что Гомер ходил в кинотеатр и просил запретить сотрудникам продавать билет. Барт становится еще более подавленным. Спустя 8 месяцев фильм про Щекотку и Царапку удаляется из кинотеатров и Барт говорит Гомеру, что он выиграл, но Гомер сказал ему, что они оба выиграли, объяснив ему тем, что наказание Барта повлияет ему на пользу в будущем.
40 лет спустя Барт, уже Верховный Судья, и Гомер, пенсионер, идут по улице и покупают два билета за 650 долларов на фильм о Щекотке и Царапке, но уже с классическим переизданием. Впрочем, после столь долгого перерыва, Барт рад и этому. Гомер думает, что Барт усвоил урок, и продолжают вместе смотреть фильм.